# Mr. Jones Has a Card Party
Mr. Jones Has a Card Party est un film muet américain réalisé par D. W. Griffith, sorti en 1909.

## Synopsis
M. Jones profite de l'absence de sa femme pour organiser une partie de cartes.

## Fiche technique
- Titre : Mr. Jones Has a Card Party
- Réalisation : D. W. Griffith
- Scénario : Frank E. Woods[1],[2] et/ou D. W. Griffith
- Société de production et de distribution : American Mutoscope and Biograph Company[3]
- Photographie : G. W. Bitzer
- Pays de production :  États-Unis
- Format[4] : Noir et blanc - Muet - 1,33:1 ou 1,37:1[2] - 35 mm[2],[5]
- Longueur de pellicule : 583 pieds (178 mètres[5])
- Durée : 10 minutes (à 16 images par seconde)[4]
- Genre : Comédie[2]
- Date de sortie : 21 janvier 1909

## Distribution
Les noms des personnages proviennent de l'Internet Movie Database.
- Florence Lawrence : Mme Jones
- John R. Cumpson : M. Jones
- Mack Sennett : un invité
- Arthur V. Johnson : un invité
- Flora Finch : une invitée
- Jeanie Macpherson : une invitée
- Linda Arvidson : la domestique[1],[2]
- Robert Harron le messager[1]
- Anita Hendrie : une invitée[1]
- Charles Inslee : un invité[1]
- Harry Solter : un invité[1]

## Autour du film
Les scènes du film ont été tournées le 16 ou 17 décembre et le 23 décembre 1908 dans le studio de la Biograph à New York et au Grand Central Terminal.
À sa sortie, le film a été présenté sur la même bobine que L'Extravagante Mme Francis  (The Fascinating Mrs. Francis).